# Darkstalkers
Darkstalkers è una serie di videogiochi di genere picchiaduro, prodotta dalla Capcom, il cui primo titolo risale al 1994 con il coin-op Darkstalkers: The Night Warriors (noto come Vampire: The Night Warriors in Giappone). La particolarità della serie sta nel fatto che i vari personaggi sono in buona parte ispirati a celebri mostri e figure della mitologia e letteratura orrore/fantastica.
Darkstalkers introduce per la prima volta una grafica in stile manga in un picchiaduro 2D, stile ripreso poi da Street Fighter Alpha e dalla serie Marvel vs. Capcom. La saga è composta da tre capitoli originali Darkstalkers, Night Warriors, Darkstalkers 3 e da due versioni aggiornate Vampire Hunter 2 e Vampire Savior 2, più successive raccolte pubblicate a posteriori sulle console del momento.

## Episodi
| Trilogia originale | Trilogia originale                    | Trilogia originale                    |                                         | Altre edizioni | Anno |
| Anno               | Titolo internazionale                 | Titolo giapponese                     |                                         | Altre edizioni | Anno |
| 1994               | Darkstalkers: The Night Warriors      | Vampire - The Night Warriors          |                                         |                |      |
| 1996               | Night Warriors: Darkstalkers' Revenge | Vampire Hunter: Darkstalkers' Revenge | Vampire Hunter 2: Darkstalkers' Revenge | 1997           |      |
| 1997               | Darkstalkers 3                        | Vampire Savior - The Lord of Vampire  | Vampire Savior 2: The Lord of Vampire   | 1997           |      |

### Darkstalkers: The Night Warriors
Realizzato nel 1994, il titolo originale in Giappone è Vampire - The Night Warriors; sono presenti 10 personaggi giocabili e due boss. Pur utilizzando un sistema di gioco simile a quello del tradizionale Street Fighter II, vengono introdotti per la prima volta nuove caratteristiche come le bloccate aeree, la rotazione e delle combinazioni di mosse "a catena". C'è anche a disposizione una barra Super! che, a differenza di altri giochi, una volta raggiunto il massimo inizia a decrescere lentamente e, nel mentre, possiamo sfoderare tutte le mosse speciali finché non è azzerata.
The Night Warriors è stato convertito per PlayStation e Sega Saturn nel 1996.

### Night Warriors: Darkstalkers' Revenge
Pyron, sconfitto già in passato, decide di far sua la Terra. Sulla Terra però ci sono ancora i Darkstalkers; ironicamente, questi sono l'ultima difesa per il pianeta e i suoi abitanti. Frattanto, due Caccia-Darkstalkers avvertono la presenza di Pyron e cominciano a cacciare la loro preda.
Conosciuto anche come Vampire Hunter: Darkstalkers' Revenge, è stato realizzato nel 1995. Si tratta di una versione aggiornata del primo episodio, che ha introdotto cambiamenti vari nel gameplay: i set di mosse messe a disposizione dei personaggi sono differenti ed è presente un nuovo tipo di barra "Super!". Infatti, da questo capitolo in poi, una volta caricata al massimo la barra si hanno a disposizione infinite barre da accumulare una sull'altra ed utilizzabili quando le si preferisce. Vengono aggiunte anche le "EX MOVES", super mosse micidiali che causano danni enormi ma, data la loro potenza, consumano ben due delle barre della "Super!".
Sono stati aggiunti anche quattro nuovi personaggi: Donovan Baine e Hsien-Ko (due Vampire Hunter) e i due vecchi boss del precedente episodio. Il gioco è uscito per arcade e Sega Saturn.

### Darkstalkers 3
Pubblicato in Giappone con il nome Vampire Savior - The Lord of Vampire. Dopo un lungo periodo di morte apparente, Jedah, un alto nobile del Makai, rinasce. Rendendosi conto delle pietose condizioni del suo mondo, pianifica di assorbire le anime dei combattenti più forti del mondo umano per nutrire il futuro Makai. Per facilitare il suo scopo, si farà aiutare da Lilith e Q-Bee.
Terzo ed ultimo capitolo della serie, riprende tutto il roster di personaggi del precedente Night Warriors, omettendo Donovan, Huitzil e Pyron. Quattro nuovi personaggi prendono il loro posto:
- Jedah - un essere dalla forma demoniaca con il corpo liquido capace di solidificarsi e di formare tremende lame ed ali che usa in combattimento.
- Lilith - la parte debole di Morrigan, scartata dalla nascita e presa in "adozione" da Jedah. Cercherà in tutti modi di sovrastare la sorella.
- B.B. Hood - parodia di Cappuccetto Rosso: B.B.Hood è una cacciatrice di Darkstalkers assetata di sangue, ma così tanto da essere definita anche lei una Darkstalker.
- Q-Bee - Q.Bee e la regina delle P.Bee, un popolo di belle donne dal corpo parzialmente d'ape, ali incluse: lavorano per Jedah, che promette loro una nuova casa.

Personaggi segreti, muti, che hanno la funzione di selezione casuale:
- Shadow, appare come un spettro oscuro, si impossessa del corpo del lottatore sconfitto, e lo utilizzerà per lo scontro successivo, ovvero il giocatore cambia personaggio a ogni match.
- Marionette, appare come una ragazza con fili da burattino e chiave a molla sulla schiena, si impossessa del lottare mentre dorme (o in fin di vita!), e genera solo mirror match cioè  il giocatore combatte contro lo stesso personaggio che Marionette s'impossessa.

A differenza degli altri picchiaduro, Vampire Savior adotta un sistema definito "doppia vita" ad un round (di default), consistente in un combattimento a round unico ma con vite customizzabili a disposizione. Da notare che l'energia del vincitore non si ripristina se danneggiato.
È anche possibile usare parte della propria energia per schivare attacchi molto potenti. Ad essere implementata nel gioco è anche la "Dark Force", potenziamento momentaneo che sfoga le abilità uniche di ogni personaggio.
Nel 1998 il titolo viene convertito per Saturn e Playstation.

### Vampire Savior 2/Vampire Hunter 2
Usciti nel 1997 solo in Giappone, entrambi sono una versione aggiornata degli omonimi titoli. La differenza principale sta nello scambio nel roster dei tre personaggi rimossi nella versione originale: Pyron, Donovan ed Huitzil, sostituiti da Sasquatch, Rikuo e Jon Talbain. La versione console di Vampire Savior possiede invece tutti i personaggi apparsi nella serie ma senza le mosse aggiunte in Vampire Savior 2.

### Personaggi
Segue elenco personaggi giocabili e relativo nome della versione giapponese, le origini e specie sono riportate dal museo della raccolta Capcom Fighting Collection (2022) e da Darkstalkers - Vampire Graphic File (2007).
| Nome                        | Origine                   | Specie                      |
| --------------------------- | ------------------------- | --------------------------- |
| Anakaris                    | 2664 a.C.                 | mummia, faraone             |
| Baby Bonnie Hood ( Bulleta) | non conosciuta (bandiera) | cappuccetto rosso           |
| Bishamon                    | 1673                      | samurai maledetto           |
| Demitri Maximoff            | 1483                      | vampiro (dracula)           |
| Donovan Baine               | non conosciuta (bandiera) | cacciatore oscuro, buddista |
| Felicia                     | 1967                      | donna gatto                 |
| Jedha Dohma                 | 4045 a.C.                 | demone makai, messia        |
| Jon Talban ( Gallon)        | 1940                      | lupo mannaro                |
| Huitzil ( Phobos)           | 520                       | robot assassino             |
| Hsien-Ko ( Lei-Lei)         | 1730                      | fantasma                    |
| Lilith                      | non conosciuta (bandiera) | succube                     |
| Lord Rapdor ( Zabel)        | 1889                      | ghoul, zombie               |
| Morrigan Aensland           | 1678                      | succube                     |
| Pyron                       | 1991                      | alieno, conquistatore       |
| Q-Bee                       | non conosciuta (bandiera) | ape regina, demone          |
| Rikuo ( Albath)             | 1953                      | tritone                     |
| Sasquatch                   | 1903                      | bigfoot, yeti               |
| Victor von Gerdenheim       | 1830                      | frankenstein                |

### Antologie
- Vampire Chronicle for Matching Service (2000, Sega Dreamcast)

Uscito solo per Giappone per Dreamcast, Vampire Chronicle for Matching Service è la versione più completa del gioco, che permette di utilizzare tutti i personaggi con relative mosse aggiornate, tutte le locazioni disponibili e anche tutte le canzoni.
- Vampire: Darkstalkers Collection (2005, PlayStation 2)

Versione che raccoglie tutti i videogiochi della serie Darkstalkers, escluso Vampire Chronicle.
- Darkstalkers Chronicle: The Chaos Tower (Vampire Chronicle: The Chaos Tower) (2005, PlayStation Portable)  Un port della versione Dreamcast del gioco, con inclusa la modalità Chaos Tower, dove sono stati inseriti elementi da gioco di ruolo.
- Darkstalkers Resurrection (2013, PS3 e Xbox 360)  Ultima raccolta che include il multiplayer online, filtri estetici HD e visuale a 16:9 sviluppato da Iron Galaxy Studios per le console.
- Capcom Fighting Collection (2022, PS4, Xbox One, N. Switch, Steam) in concomitanza dei 35 anni capcom crea questa raccolta che include la serie completa di Darkstalkers.[3]
- Capcom Arcade 2nd Stadium (2022, PS4, Xbox One, N. Switch, Steam) è presente la trilogia originale più Super Gem Fighter Mini Mix, Super Puzzle Fighter II Turbo.

## Titoli correlati
Alcuni personaggi della serie sono apparsi, come personaggi giocabili, in altri videogiochi crossover:
| Anno | Giochi                                                   | Personaggi | Personaggi | Personaggi       | Personaggi | Personaggi | Personaggi | Personaggi | Personaggi | Personaggi | Personaggi | Personaggi | Personaggi |
| Anno | Giochi                                                   | Anakaris   | Anita      | Baby Bonnie Hood | Demitri    | Donovan    | Felicia    | Hsien-Ko   | Jedah      | Lilith     | Mei-Ling   | Morrigan   | Pyron      |
| ---- | -------------------------------------------------------- | ---------- | ---------- | ---------------- | ---------- | ---------- | ---------- | ---------- | ---------- | ---------- | ---------- | ---------- | ---------- |
| 1995 | Marvel Super Heroes (ver. JPN)                           |            | Si         |                  |            |            |            |            |            |            |            |            |            |
| 1996 | Super Puzzle Fighter II Turbo                            |            | Si         |                  |            | Si         | Si         | Si         |            |            | Si         | Si         |            |
| 1997 | Pocket Fighter Super Gem Fighter Mini Mix HD Remix       |            |            |                  |            |            | Si         | Si         |            |            |            | Si         |            |
| 1997 | Marvel vs. Capcom: Clash of Super Heroes                 |            |            |                  |            |            |            |            |            | Si         |            | Si         |            |
| 1999 | SNK vs. Capcom: Match of the Millennium                  |            |            | Si               |            |            | Si         |            |            |            |            | Si         |            |
| 2003 | SNK vs. Capcom: SVC Chaos                                |            |            |                  | Si         |            |            |            |            |            |            |            |            |
| 2000 | Marvel vs. Capcom 2                                      | Si         |            | Si               |            |            | Si         |            |            |            |            | Si         |            |
| 2000 | Capcom vs. SNK: Millennium Fight 2000 Pro                |            |            |                  |            |            |            |            |            |            |            | Si         |            |
| 2004 | Capcom Fighting Jam Capcom Fighting Evolution (ver. USA) | Si         |            |                  | Si         |            | Si         |            | Si         |            |            |            | Si         |
| 2008 | Tatsunoko vs. Capcom: Ultimate All Stars                 |            |            |                  |            |            |            |            |            |            |            | Si         |            |
| 2011 | Marvel vs. Capcom 3                                      |            |            |                  |            |            | Si         | Si         |            |            |            | Si         |            |
| 2017 | Marvel vs. Capcom: Infinite                              |            |            |                  |            |            |            |            | Si         |            |            | Si         |            |

In altri video giochi in stile rpg come in Namco × Capcom, Monster Hunter Frontier e Project x Zone, Morrigan è apparsa nella versione americana di We Love Golf! e, insieme a Felicia, Lilith e Demitri, in Cross Edge. Come giochi d'azione in Gun Bird 2, Cannon Spike, Onimusha Soul.
In Super Ultra Dead Rising 3 Arcade Remix Hyper Edition EX Plus Alpha (2014) ci sono i costumi di Felicia e Baby Bonnie Hood.
In Dead Rising Deluxe Remaster (2024) c'è un DLC con il costume e musica di Rikuo.
In Street Fighter V si possono acquisire e usare vari costumi creati sui personaggi di Darkstalkers segue una lista:
| Costume     | Demitri | Donovan | Morrigan | Lilith | Felicia | Khaibit | Pyron |
| Personaggio | Ed      | Urien   | Chun-Li  | Juri   | Menat   | Menat   | Gill  |

### Animazione

#### Serie animata statunitense
Nel 1995 la DiC, compagnia statunitense, realizzò una serie animata in 13 episodi sui Darkstalkers, che si basava sul tentativo di Pyron di conquistare la Terra, mentre gli altri Darkstalkers decidevano di passare dalla sua parte o di osteggiarlo.
La serie si rivelò un adattamento grossolano e impreciso del videogioco, con personaggi stereotipati e situazioni puerili. Questa serie inoltre introduceva un personaggio non presente nei giochi originali, il giovane mago Harry Grimoire (nessuna relazione con il personaggio di Harry Potter), che si trovava sempre al fianco di Felicia.

#### Serie animata giapponese
Nel 1997 fu invece realizzato dalla Madhouse un anime, diviso su 4 OAV, intitolato Night Warriors: Darkstalkers' Revenge (Vampire Hunter: The Animated Series in originale).
L'anime si dimostrava più rispettoso della fonte. La trama si focalizzava in particolare sui seguenti personaggi: Pyron (e gli Huitzil a lui sottoposti), Demitri, Morrigan e Donovan con la piccola Anita.
In particolare quest'ultimo, un cacciatore di Darkstalkers pur essendo lui stesso metà creatura delle tenebre, potrebbe essere considerato il vero protagonista della serie.
In Italia quest'ultima serie è stata pubblicata dalla Dynamic Italia (ora Dynit) sotto forma di 4 VHS, e ripubblicata dalla Shin Vision in versione "Collector's Edition": 4 DVD con alcuni extra e migliorie.

### Fumetti
Molti fumetti sui Darkstalkers sono stati pubblicati in Giappone, ma in rarissimi casi questi giungono fino in Occidente. Un esempio sono i sei numeri basati sugli OAV (vedi sopra), tradotti e distribuiti dalla Viz Communications negli Stati Uniti nel 1998. Essi furono raccolti in un unico volume.
Nel 2004 la UDON Comics acquisì dalla Capcom i diritti per realizzare un fumetto sulla serie, che proseguì per sei numeri prima che la casa editrice entrasse in un "periodo di pausa". Il fumetto è stato tradotto in italiano e distribuito da Italycomics: il primo volume è uscito alla fine del 2005 e raccoglie tutte le sei uscite USA.